# Guido Brunner

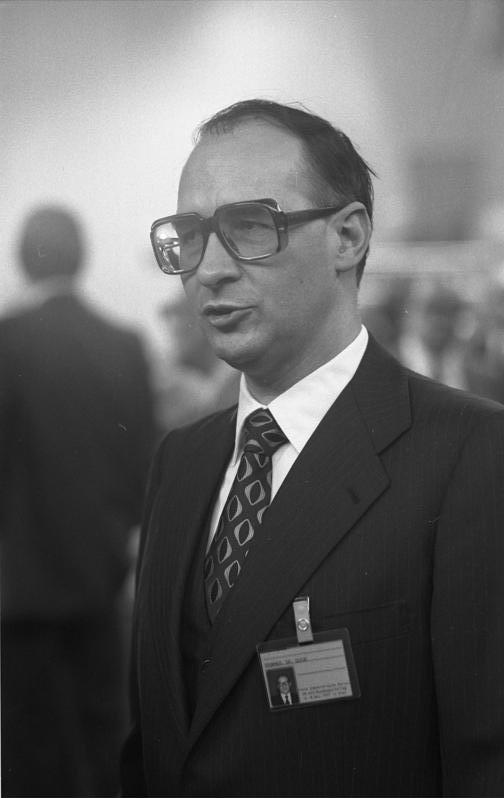
Guido Brunner 1977 auf dem FDP-Parteitag

Guido Brunner (* 27. Mai 1930 in Madrid; † 2. Dezember 1997 ebenda) war ein deutscher Diplomat und Politiker (FDP).

## Leben
Brunner wuchs in Madrid auf und besuchte dort sowie nach Kriegsende in München das Gymnasium, legte dort seine Abiturprüfung ab und nahm ein Studium der Rechtswissenschaften auf, das er in Deutschland mit der Ersten Staatsprüfung und Promotion, in Spanien mit einem Lizentiat abschloss.
Er trat 1955 in den diplomatischen Dienst ein und war von 1960 bis 1968 im Büro des deutschen Beobachters bei den Vereinten Nationen tätig. Von 1970 bis 1972 war er im Auswärtigen Amt Leiter des Pressereferats und ab September 1972 bis 1974 Leiter des Planungsstabs. Er leitete die Delegation der Bundesrepublik Deutschland 1973/74 bei der Konferenz über Sicherheit und Zusammenarbeit in Europa (KSZE).
Anschließend amtierte er bis 1981 in der EG-Kommission als Kommissar für Wissenschaft, Bildung und Technologie. Nach dem Rücktritt von Dietrich Stobbe berief Hans-Jochen Vogel ihn 1981 als Wirtschaftssenator und Bürgermeister in den Berliner Senat, der jedoch nach nur fünf Monaten Amtszeit aufgrund von Neuwahlen durch den Senat Weizsäcker abgelöst wurde.
Dem Bundestag gehörte er von 1980 bis 1981 an. Er wurde über die Landesliste Baden-Württemberg ins Parlament gewählt. Danach übernahm er als Nachfolger von Lothar Lahn die Funktion des bundesdeutschen Botschafters in Spanien bis zu seiner Pensionierung 1992.
Brunner war verheiratet mit Christa Speidel, der Tochter des Generals und ehemaligen Oberbefehlshaber der alliierten Landstreitkräfte in Mitteleuropa bei der NATO Hans Speidel.